# Dunton (Buckinghamshire)
Dunton – wieś w Anglii, w hrabstwie Buckinghamshire, w dystrykcie (unitary authority) Buckinghamshire. Leży 65 km na północny zachód od centrum Londynu. W 2001 miejscowość liczyła 96 mieszkańców.